# ヴェルジュ

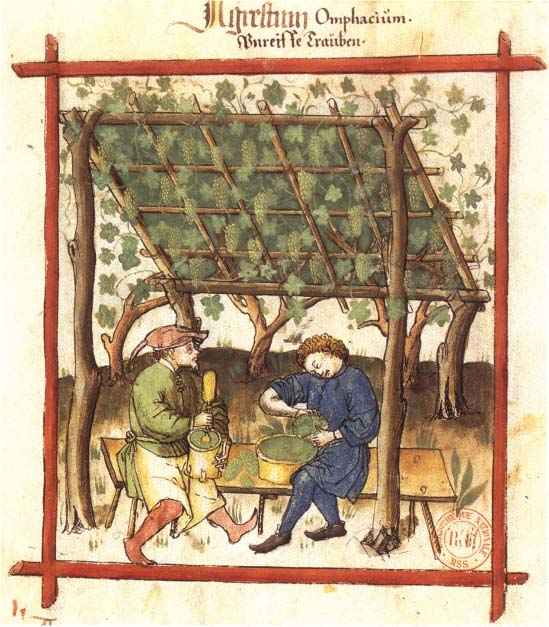
ヴェルジュを製造する図。 『健康全書』(1474)より。 フランス国立図書館蔵。

ヴェルジュ（フランス語: verjus）、ヴェルジュース（英語: Verjuice）は未熟ブドウを搾ったジュース。酸味がある。vert（緑の）jus（ジュース）の意。かつては肉をローストする際の味付けによく利用されたものの、十字軍により柑橘系の果物が東方より移入されると取って代わられた。ヴィネグレットソースのレモン汁や酢の代わりに使ったり、肉料理や魚料理およびそのソースで使うマスタードの代替としても使うことも可能で、ローストやソテーの際、鍋などに焼き付いたうまみを液体で溶かしたソース、デグラセ（fr:Déglaçage (cuisine)）にも使える。